# Francisco Reyes Marizán
Francisco Miguel Reyes Marizán (Santiago de los Caballeros, 28 de marzo de 2006), conocido como Francisco Marizán, es un futbolista dominicano que juega de lateral derecho en el FC Volendam de la Eredivisie.

## Trayectoria
En julio de 2021, Marizán dejó el AVV Zeeburgia de Ámsterdam, para fichar por el FC Volendam. Debutó con el equipo filial del Volendam el 10 de diciembre de 2022 en la derrota en casa por 1-0 ante el VV Katwijk en la Tweede Divisie, tercera categoría de los Países Bajos. El 3 de septiembre de 2023, debutó con el primer equipo de la Eredivisie, sustituyendo a Deron Payne en el minuto 70 en la derrota por 2-0 ante el FC Twente.

## Selección nacional
Es internacional con la selección sub-23 de República Dominicana, combinado con el que disputó los Juegos Olímpicos de París 2024.  Anteriormente jugó varios encuentros con la selección dominicana sub-17.

### Participaciones en Juegos Olímpicos
| Juegos Olímpicos               | Sede    | Resultado      | Partidos | Goles |
| ------------------------------ | ------- | -------------- | -------- | ----- |
| Juegos Olímpicos de París 2024 | Francia | Fase de grupos | 3        | 0     |

## Clubes
| Club           | País         | Año       | Partidos | Goles |
| -------------- | ------------ | --------- | -------- | ----- |
| FC Volendam II | Países Bajos | 2022-25   | 5        | 0     |
| FC Volendam    | Países Bajos | 2023-act. | 1        | 0     |